# Vancouver (Washington)
Vancouver is een stad in de Amerikaanse staat Washington en telt 143.560 inwoners. Het is hiermee de 145e stad in de Verenigde Staten (2000). De oppervlakte bedraagt 110,8 km², waarmee het de 156e stad is.

## Demografie
Van de bevolking is 10,7 % ouder dan 65 jaar en bestaat voor 27,6 % uit eenpersoonshuishoudens. De werkloosheid bedraagt 5,6 % (cijfers volkstelling 2000).
Ongeveer 6,3 % van de bevolking van Vancouver bestaat uit hispanics en latino's, 2,5 % is van Afrikaanse oorsprong en 4,5 % van Aziatische oorsprong.
Het aantal inwoners steeg van 104.531 in 1990 naar 143.560 in 2000.

## Klimaat
In januari is de gemiddelde temperatuur 3,4 °C, in juli is dat 18,1 °C. Jaarlijks valt er gemiddeld 1049,0 mm neerslag (gegevens op basis van de meetperiode 1961-1990).

## Plaatsen in de nabije omgeving
De onderstaande figuur toont nabijgelegen plaatsen in een straal van 8 km rond Vancouver.

## Geboren
- Michael Barratt (1959), astronaut
- Tina Ellertson (1982), voetbalster